# 巧克甜恋
《巧可甜戀》是Cabbage Soft在2020年1月31日發售的戀愛冒險類型成人遊戲。续作《巧可甜戀2》于2021年5月28日发售，《巧可甜戀3》於2023年11月24日發售。

## 故事簡介
城川柚希在秋天時搬到夕渚鎮生活，當他尋找住處時，遇到了正在發傳單的女孩雪村千繪莉，之後千繪莉帶著柚希來到工作的咖啡館「Setaria」，而柚希因為看得見Setaria員工們的獸耳，因此被要求要在Setaria打工。
在「Setaria」咖啡館度過聖誕節後的第二天，柚希邂逅了一位迷路少女，她正在尋找小鎮上罕見的和風糕點店。將少女送到目的地後，二人受到了來自少女姐姐：店長的迎接。這時柚希才察覺到，這對姐妹居然張了一對漂亮的兔子耳朵。他在莓華母亲开的蛋糕店“Sweet Tail”和新開張的糕點店“望月”之间新的忙碌生活开始了。

## 登場角色
城川柚希
作品男主角。因為家庭因素而到夕渚鎮獨居，個性溫和且大而化之，因為能看見Setaria員工們的獸耳而被留下來打工。
雪村千繪莉（聲：藤咲ウサ）
獸人少女，品種是俄羅斯藍貓，小柚希一個年級，個性認真且責任感強烈。體型嬌小，討厭被人當成小孩子對待，同時有著不擅長接受別人好意的一面。
原本是想在同樣是莓華母親開的蛋糕店「Sweet Tail」工作，但因為吃奇異果就會發情的關係，而被分派到Setaria。
天宮美久栗
從小在獸人之鄉長大的女孩，品種是博美犬。個性天真活潑且好奇心旺盛，在家鄉經常擔任巫女工作，能聽見神明的聲音。
御園莓華
獸人少女，品種是貴賓犬，Setaria的店長。總是散發著柔軟氣質。喜歡戀愛小說與少女漫畫，有著受虐癖的另一面。
舞羽娜娜
獸人少女，品種是美國短毛貓，和莓華是好朋友。個性平易近人，對身為獸人感到自豪，興趣是電玩。
百濑辉夜
獸人少女，品種是荷蘭垂耳兔。為了幫助開店的姐姐來到夕渚鎮，因為迷路與柚希相遇，患有男性恐惧症。
百濑美月
獸人少女，品種是荷蘭垂耳兔。夕渚鎮廣場上新開張的糕點店“望月”2號店老闆娘。個性開朗溫和，卻是個冒失少女。

## 製作
Cabbage Soft於2019年9月發表最新作品《巧可甜戀》預告。这是梱枝Riko继負責《星戀＊閃爍》、《奇異恩典 -What color is your attribute?-》原畫之后又一次参与Cabbage Soft游戏的制作，插畫家白玉第一次参与Cabbage Soft游戏的制作。曾負責《Amazing Grace -你的屬性是什麼顏色？-》劇本的擔任該作品的劇本創作。白玉此前在同人活动中创作了不少以兽耳娘为主题的插画，但为美少女游戏创作这类角色还是第一次，她对此兴致勃勃，认为“兽耳娘特有的可爱之处，是她们所代表动物的特征”。
在为《巧可甜戀2》中初次登场的百濑姐妹创作设定时，白玉考虑到前作中出现的店铺都是咖啡厅、蛋糕店这类西洋风格的店铺，所以将她们设定为日式点心店“望月”的经营者，然后才开始为她们设计具有兔子特征的形象。梱枝Riko在看到形象后表现出了惊讶，不过随后认为“兔子耳朵也很可爱”。

## 主題曲
巧克甜戀片頭曲
作詞、主唱：KyoKa，作曲、編曲：藤井稿太郎
巧克甜戀片尾曲「Wish*upon a Star」
作詞、主唱：KyoKa，作曲、編曲：藤井稿太郎
巧克甜戀2片頭曲
作詞、主唱：KyoKa，作曲：藤井稿太郎，編曲：みう(MusikMagie)、藤井稿太郎
巧克甜戀2片尾曲
作詞、主唱：KyoKa，作曲：藤井稿太郎，編曲：みう(MusikMagie)、藤井稿太郎

## 評價
《巧可甜戀》在日本美少女游戏与动画相关商品销售网站Getchu.com的2020年1月销量榜上排名第2名。另外在萌系遊戲大賞中獲得2020年1月月間賞與角色設計賞金賞。

## 外部連結
- 巧可甜戀遊戲官網 （日語）
- 巧可甜戀中文遊戲官網 （简体中文）
- 巧可甜戀NS版中文遊戲官網 （繁體中文）
- 巧可甜戀2遊戲官網 （日語）
- 巧可甜戀2中文遊戲官網 （简体中文）
- 《巧克甜恋》在視覺小說數據庫的頁面 （英文）